# Neunkirchen-Seelscheid

Neunkirchen-Seelscheid est une commune de Rhénanie-du-Nord-Westphalie (Allemagne), située dans l'arrondissement de Rhin-Sieg, dans le district de Cologne, dans le Landschaftsverband de Rhénanie.

## Géographie
Neunkirchen-Seelscheid se situe à 20 km au nord-est de Bonn et à 35 km au sud-est de Cologne, au sud de la région naturelle Pays de Berg.

## Jumelage
- Les Essarts (France)
- Bicester (Royaume-Uni)
- Czernichów (Pologne)